# Piptadenia
Piptadenia är ett släkte av ärtväxter. Piptadenia ingår i familjen ärtväxter.

## Bildgalleri

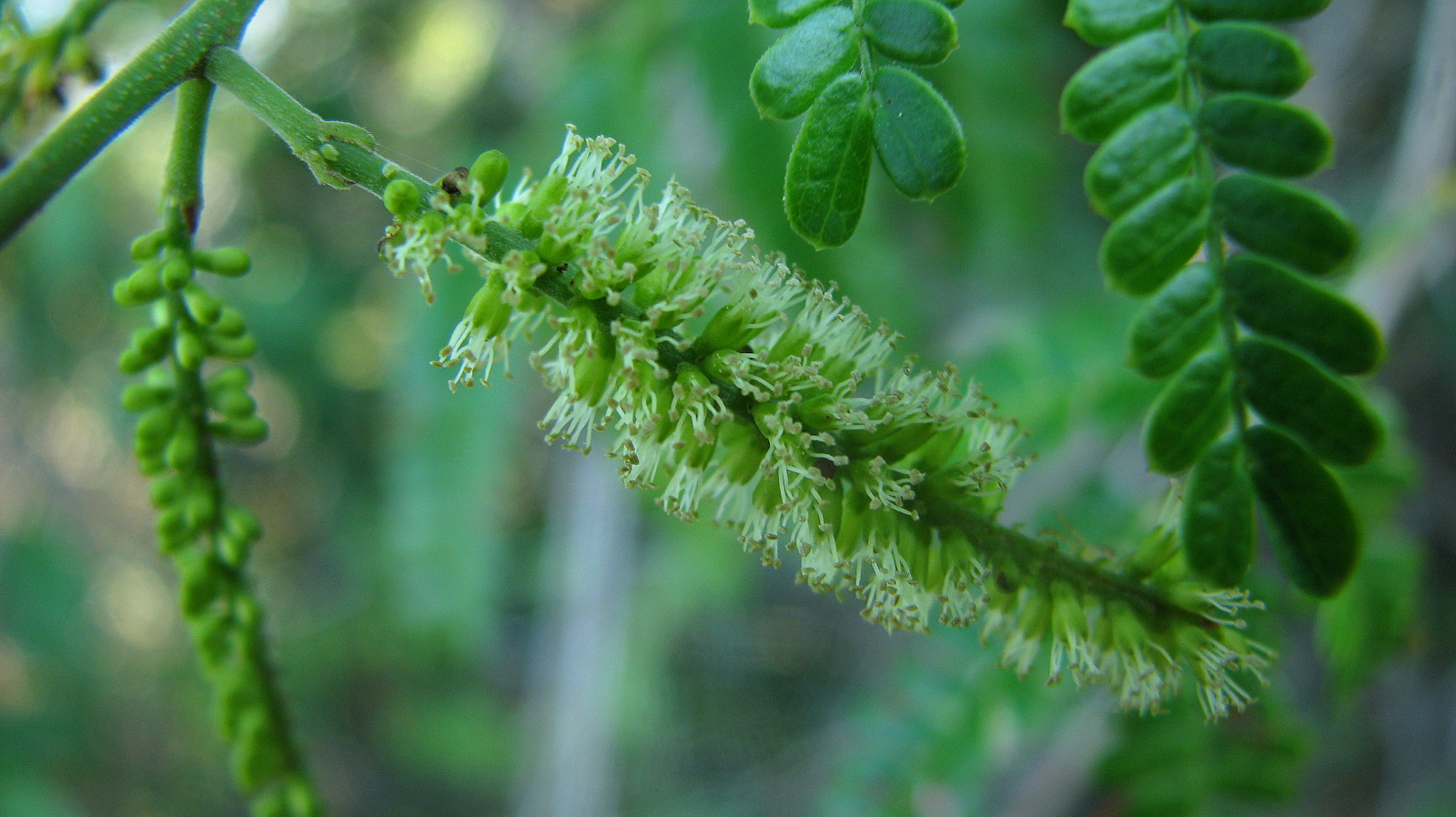
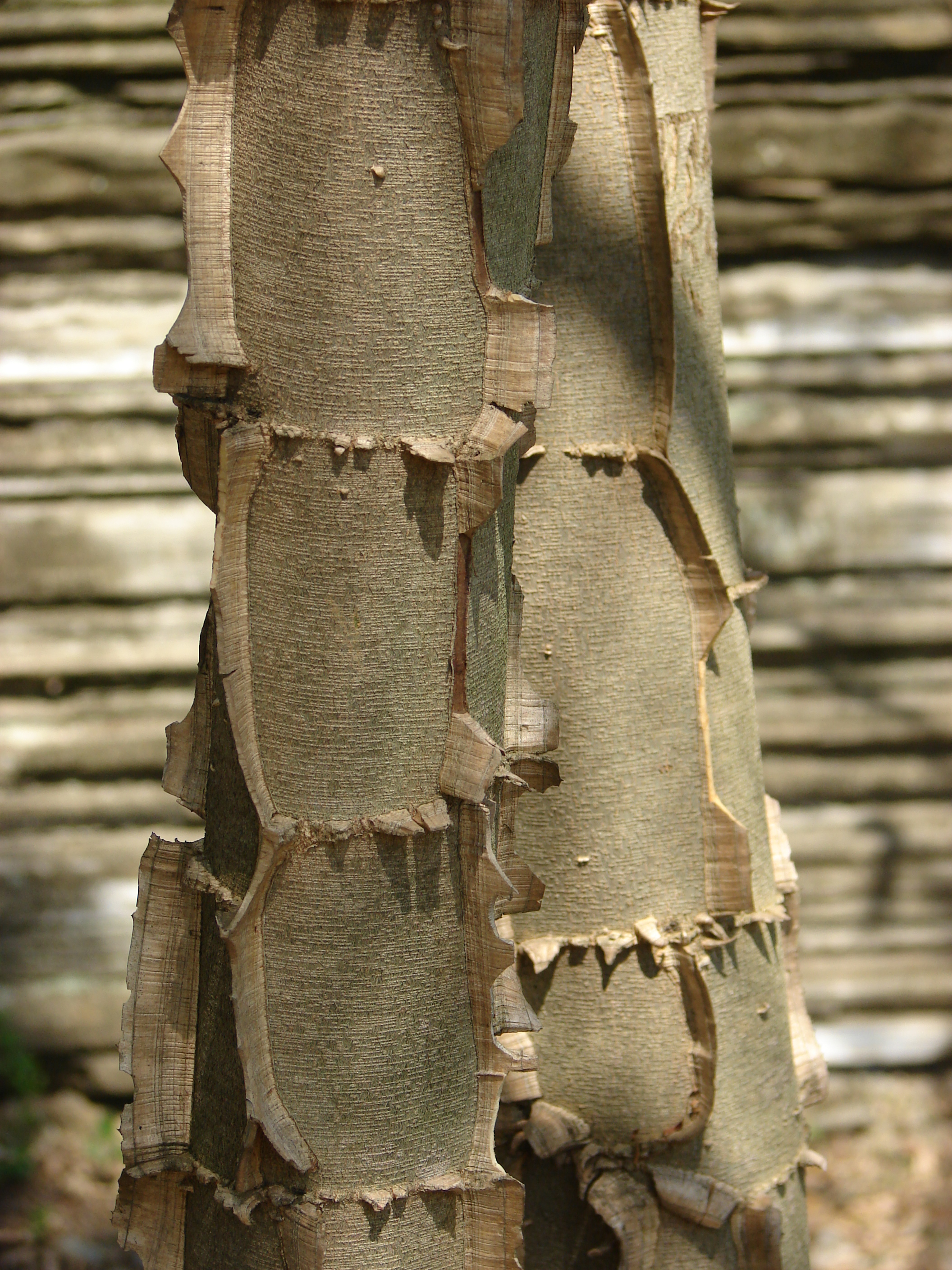
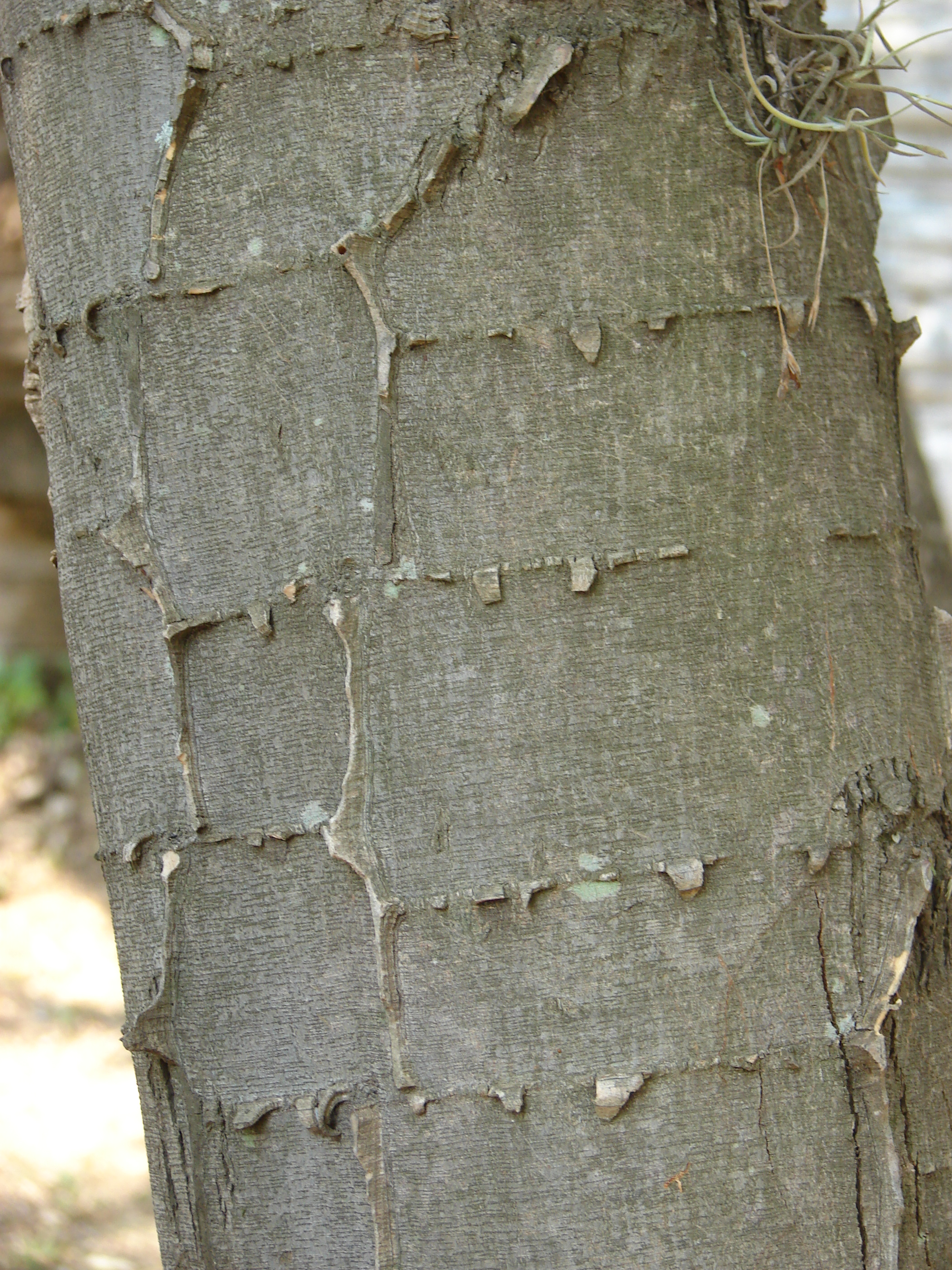
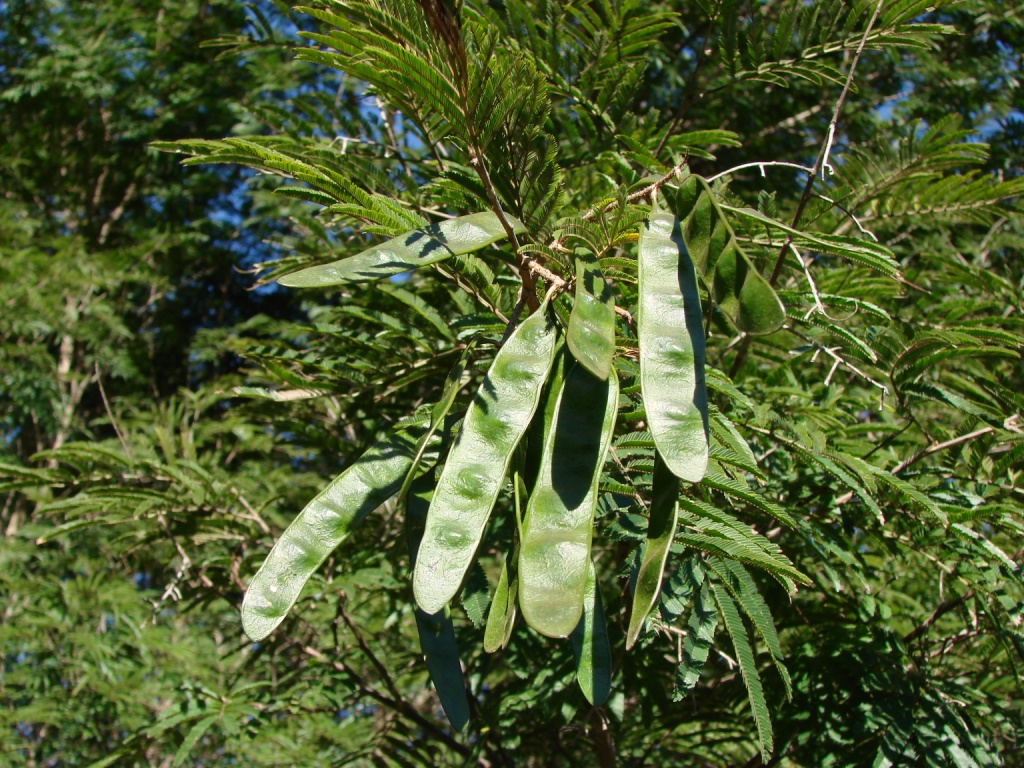
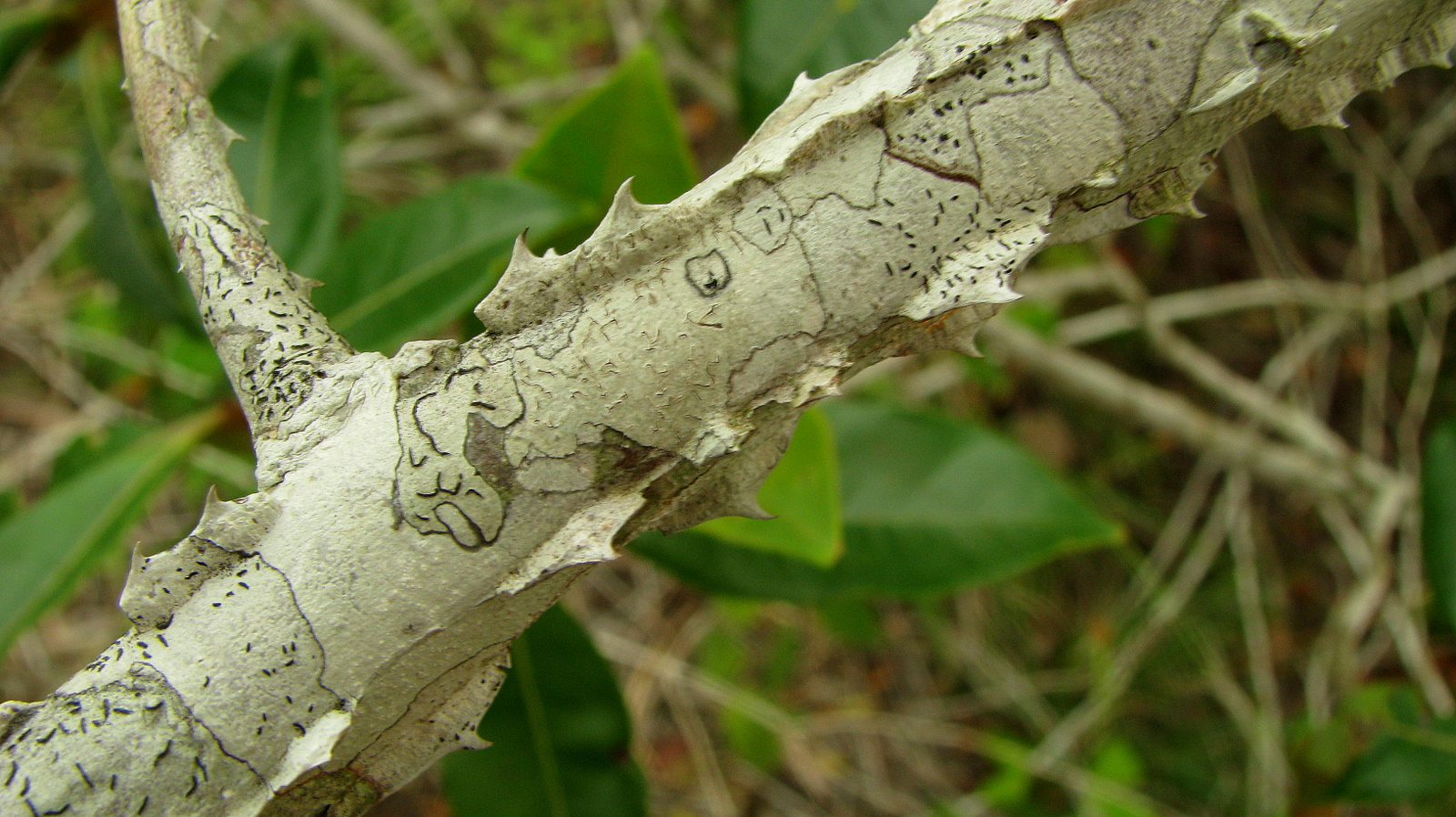

## Dottertaxa tillPiptadenia, i alfabetisk ordning[1]
- Piptadenia adiantoides
- Piptadenia affinis
- Piptadenia anolidurus
- Piptadenia buchtienii
- Piptadenia cuzcoensis
- Piptadenia flava
- Piptadenia floribunda
- Piptadenia foliolosa
- Piptadenia fruticosa
- Piptadenia gonoacantha
- Piptadenia imatacae
- Piptadenia irwinii
- Piptadenia killipii
- Piptadenia latifolia
- Piptadenia laxipinna
- Piptadenia leucoxylon
- Piptadenia micracantha
- Piptadenia minutiflora
- Piptadenia moniliformis
- Piptadenia obliqua
- Piptadenia paniculata
- Piptadenia peruviana
- Piptadenia pteroclada
- Piptadenia ramosissima
- Piptadenia robusta
- Piptadenia santosii
- Piptadenia stipulacea
- Piptadenia trisperma
- Piptadenia uaupensis
- Piptadenia uliginosa
- Piptadenia weberbaueri
- Piptadenia viridiflora